# Supercoupe d'Ouzbékistan de football
La Supercoupe d'Ouzbékistan de football est une compétition de football opposant le champion d'Ouzbékistan en titre au vainqueur de la coupe d'Ouzbékistan, disputée lors d'un match unique. 
Cette compétition ne connaît dans un premier temps qu'une seule édition, en 1999, entre le champion et le vainqueur de la coupe 1998. Elle reprend à partir de 2014. Elle n'est pas jouée en 2017 ni en 2018.

## Histoire
La Coupe d'Ouzbékistan a été organisée pour la première fois en 1999. Les premiers matchs ont eu lieu au stade « Central » de Ferghana, devant 6 000 spectateurs, entre les équipes de «Navbahor Namangan» de (vainqueur de la Coupe 1998) et de «Pakhtakor» de Tachkent (vainqueur de l'Oliy Liga 1998). Elle n'a pas eu lieu de 2000 à 2014 pour diverses raisons. En janvier 2012, l'UzPFL a annoncé la reprise de la Supercoupe d'Ouzbékistan. Le match devait avoir lieu le 11 mars 2012 entre les clubs de «Pakhtakor» et de «Bunyodkor». Le 7 mars 2012, l'UzPFL a annoncé que le match de Supercoupe avait été annulé en raison du mauvais état du stade Jar et serait reporté à une date ultérieure, mais il n'a pas eu lieu. Le 7 mars 2014, la Supercoupe a opposé le Bunyodkor de Tachkent au Lokomotiv. Elle a eu lieu de 2014 à 2016. Elle n'a pas eu lieu lors des saisons 2017 et 2018 pour diverses raisons. La Supercoupe a repris en 2019. La compétition n'a pas eu lieu en 2020 en raison de la pandémie de COVID-19. Elle a lieu depuis 2021.

## Palmarès
| Saison    | Vainqueur          | Score            | Finaliste          |
| --------- | ------------------ | ---------------- | ------------------ |
| 1999      | Navbahor Namangan  | 4 - 2            | Pakhtakor Tachkent |
| 2000-2013 | Non disputée       | Non disputée     | Non disputée       |
| 2014      | FK Bunyodkor       | 2 - 1            | Lokomotiv Tachkent |
| 2015      | Lokomotiv Tachkent | 4 - 0            | Pakhtakor Tachkent |
| 2016      | Nasaf Qarshi       | 1 - 0            | Pakhtakor Tachkent |
| 2017-2018 | Non disputée       | Non disputée     | Non disputée       |
| 2019      | Lokomotiv Tachkent | 2 - 1            | FK AGMK            |
| 2020      | Non disputée       | Non disputée     | Non disputée       |
| 2021      | Pakhtakor Tachkent | 1 - 0            | Nasaf Qarshi       |
| 2022      | Pakhtakor Tachkent | 1 - 0            | Nasaf Qarshi       |
| 2023      | Nasaf Qarshi       | 2 - 1            | Pakhtakor Tachkent |
| 2024      | Nasaf Qarshi       | 1 - 1 (4-3 pen.) | Pakhtakor Tachkent |
| 2025      | Nasaf Qarshi       | 1 - 0            | Andijan            |